# Rana matsuoi
Rana matsuoi — вид жаб родини жаб'ячих (Ranidae). Описаний у 2023 році.

## Назва
Вид названо на честь японського герпетолога Мацуо Таканорі, який є піонером вивчення герпетофауни в острівних регіонах префектури Нагасакі, включаючи острови Гото.

## Поширення
Ендемік Японії. Поширений на островах Гото на заході префектури Нагасакі на заході Японського архіпелагу.

## Опис
Жаба середнього розміру (дорослі самці 36,1–40,3 мм, самиці 38,9–46,7 мм); спина червонувато-, темно- або блідо-бура; темна маска, що закриває тимпан; темний плечовий шеврон у формі перевернутої V присутній, але нечіткий і переривчастий; спинна та бічна шкіра майже гладка з дрібними гранулами; наявність надбарабанної та дорсолатеральної складок; коричневі плями в області горла, грудей і вентролатеральної частини тулуба; зазвичай темні крапки присутні на боці та черевній стороні ноги; перекриття п'ят, коли кінцівки тримаються під прямим кутом до тіла; великогомілково-тарзальний суглоб притиснутої кінцівки поза ніздрею; кінчик пальця тупий, злегка розширений, але без борозен; перетинка пальців розвинена помірно; самці з внутрішніми голосовими мішками; личинки дрібні, погано пігментовані. Вид схожий на інших представників видового комплексу Rana tagoi, але його можна відрізнити від них за такими ознаками: малий розмір дорослої особини; відносно довгі кінцівки; помірно розвинені перетинки пальців; і рекламний дзвінок з високою домінантною частотою і повторенням коротких нот.